# 강하조장
강하조장(Jumpmaster)은 생명줄에 의한 낙하산 강하시 특수부대와 공수부대에서 항공기 낙하 과정을 지휘/감독/결정하는 숙련된 군인을 가리킨다. 이들은 강하 장병들을 공수 침투 작전에서 정확한 목표지점에 안전하게 뛰어내릴 수 있는 자격을 보유한다.

## 대한민국
대한민국에서는 1961년부터 육군 공수특전단 특수전교육대(현재는 특전사 특수전학교)의 공수교육처에서 실시하고 있다.
타군에는 해병대에 공수교육장이 있다. 
일정한 낙하산 강하훈련 횟수를 달성하면 증명하는 휘장을 수여되며, 40회 이상 달성자 이거나, 고공강하 과정을 수료한 자에게만 월계 공수휘장이 수여되는데, 현재 병사 계급은 강하조장이 될 수 없다.
- 기본 공수휘장 : 공수훈련 4회 이수.
- 은성 공수휘장 : 공수훈련 20회 이상 또는 강하조장 훈련 이수.
- 월계 공수휘장 : 공수훈련 40회 이상 또는 고공기본 훈련 이수.
- 금성 공수휘장 : 공수훈련 100회 이상, 100회당 금별이 1개 추가(최대3개).
- 금장 공수휘장 : 공수훈련 1000회 이상. 휘장은 금색.(골드윙)

## 캐나다
캐나다에서는 강하조장 훈련을 사우스 온타리온 트렌톤에 있는 CFB 트렌톤의 캐나다군 지상 진보전 센터에서 한다. 기본적으로 훈련에 선발되려면 매우 숙련된 낙하가 가능한 지휘훈련을 마친 상병 또는 그 이상의 군인이어야 한다. 고정선 강하조장과 자유낙하조장으로 과정이 나뉜다.

## 참고
1. ↑  이형복 (2011년 4월 6일). “`강하조장' 양성교육 50주년”. 국방일보. 2012년 4월 24일에 확인함.[깨진 링크(과거 내용 찾기)]